# Октябрьский округ (Архангельск)
Октябрьский округ — один из девяти территориальных округов Архангельска. Расположен в центральной части Архангельска.
В округ входят северная часть городского центра Архангельска, а также поселения на острове Кего (микрорайон Кегостров). Территория округа омывается водами реки Северной Двины и её притока реки Кузнечихи.
Октябрьский округ граничит на севере с Соломбальским и Северным округами (через реку Кузнечиху), на западе — с Цигломенским округом (граница проходит по Никольскому рукаву Северной Двины), на юге — с Ломоносовским округом (границей является Воскресенская улица). Северо-западная (на о. Кего) и восточная границы округа, являются также границами города. Администрация Октябрьского округа находится по адресу: Троицкий проспект, дом 61.
Территориальному округу в рамках административно-территориального деления подчинён 1 сельский населённый пункт — посёлок Талажский Авиагородок при международном аэропорте города Архангельска Талаги. По муниципальному делению Талажский Авиагородок подчиняется муниципальному образованию Городской округ город Архангельск.

## Население
| 2002    | 2008    | 2010    | 2011    | 2012    | 2013    | 2014    |
| ------- | ------- | ------- | ------- | ------- | ------- | ------- |
| 85 044  | ↘85 000 | ↘84 883 | ↗86 438 | ↘84 950 | ↗85 324 | ↘85 073 |
| 2015    | 2016    | 2021    |         |         |         |         |
| ↘84 956 | ↘84 497 | ↘72 615 |         |         |         |         |

## История
В 1991 году, в соответствии с постановлением мэра г. Архангельска от 13 ноября 1991 года № 2 и решением Архангельского городского совета депутатов от 15 ноября 1991 года № 88 «Об образовании территориальных городских округов», была произведена реорганизация структуры органов управления города, в результате которой ликвидировано деление на районы и образованы 9 территориальных округов, в том числе Октябрьский.

## Инфраструктура
На территории округа расположены административные здания органов власти г. Архангельска и Архангельской области: Правительства Архангельской области, Архангельского областного Собрания депутатов, УВД по Архангельской области, УФСИН по Архангельской области.
Крупные учреждения здравоохранения: Первая городская клиническая больница им. Е. Е. Волосевич, городская поликлиника № 1, Северный медицинский центр ФМБА им. Н. А. Семашко, Архангельская областная клиническая больница, Архангельский клинический онкологический диспансер, стоматологическая поликлиника № 1, областная станция переливания крови.
Городские учреждения образования: гимназия № 3, гимназия № 6, ДЮСШ № 5 (шахматно-шашечная), ДХШ № 1.
Государственный архив Архангельской области, Архангельская областная научная библиотека имени Н. А. Добролюбова, Архангельский краеведческий музей, Поморская филармония, Архангельский молодёжный театр, Архангельский музей изобразительного искусства.
Северный государственный медицинский университет, колледж культуры, музыкальный колледж.
Спортивные сооружения: стадионы «Труд» и «Динамо», бассейн «Водник».
На территории округа расположен крупнейший некрополь Архангельска — Вологодское кладбище.

## Памятники
- Памятник Ленину
- Памятник Черчиллю (трофейный танк Mark V)
- Обелиск Севера
- Памятник «Тюленю-спасителю»
- Стела «Город воинской славы»
- Лютеранская кирха св. Екатерины
- памятник Павлину Виноградову
- Стела почётных граждан Архангельска
- памятник Юрию Гагарину
- Монумент Победы в войне 1941—1945 и вечный огонь
- Поздненеолитическая археологическая стоянка «Кузнечиха» на правом берегу протоки Кузнечиха между реками Банной и Юрасом (1800—1200 года до н. э.)

## Крупнейшие улицы, проспекты и площади округа
- Площадь Ленина
- части крупнейших городских проспектов (набережная Северной Двины, Троицкий проспект, проспект Ломоносова, проспект Обводный канал), расположенные севернее Воскресенской улицы.
- улица Гагарина
- улица Суворова
- улица Гайдара
- улица Логинова

## Галерея

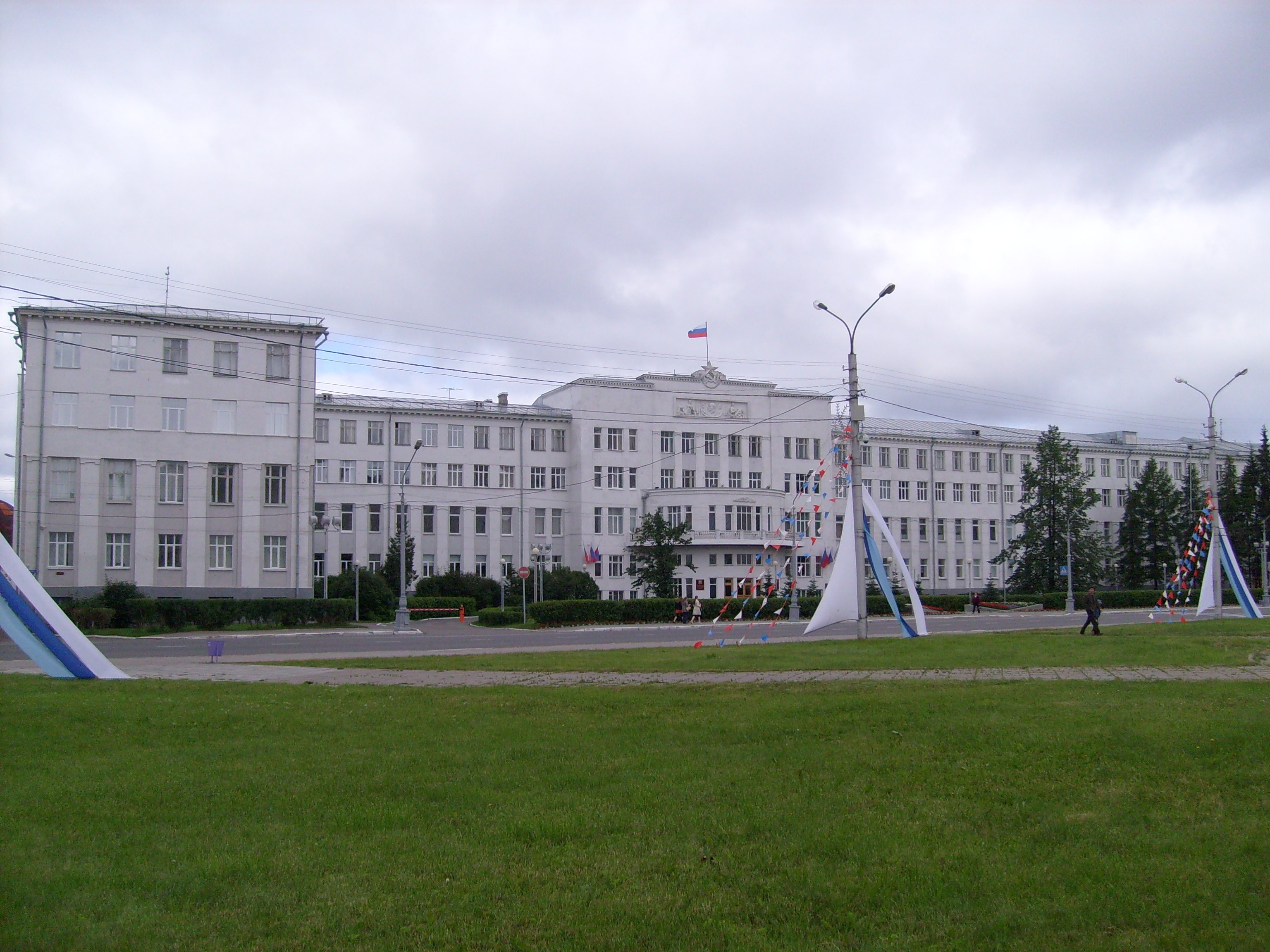
Здание Правительства Архангельской области
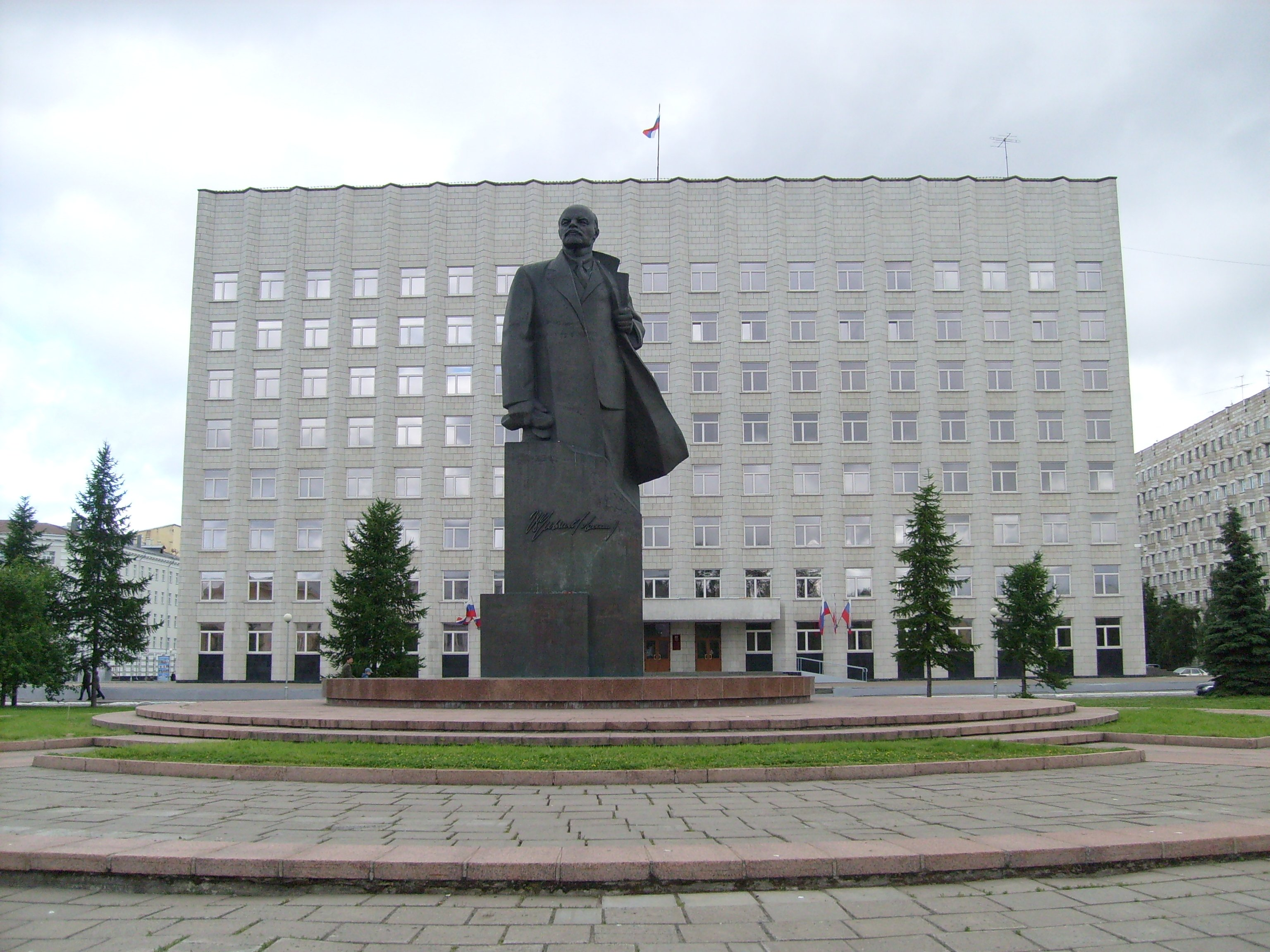
Архангельское областное Собрание депутатов и памятник В.И. Ленину
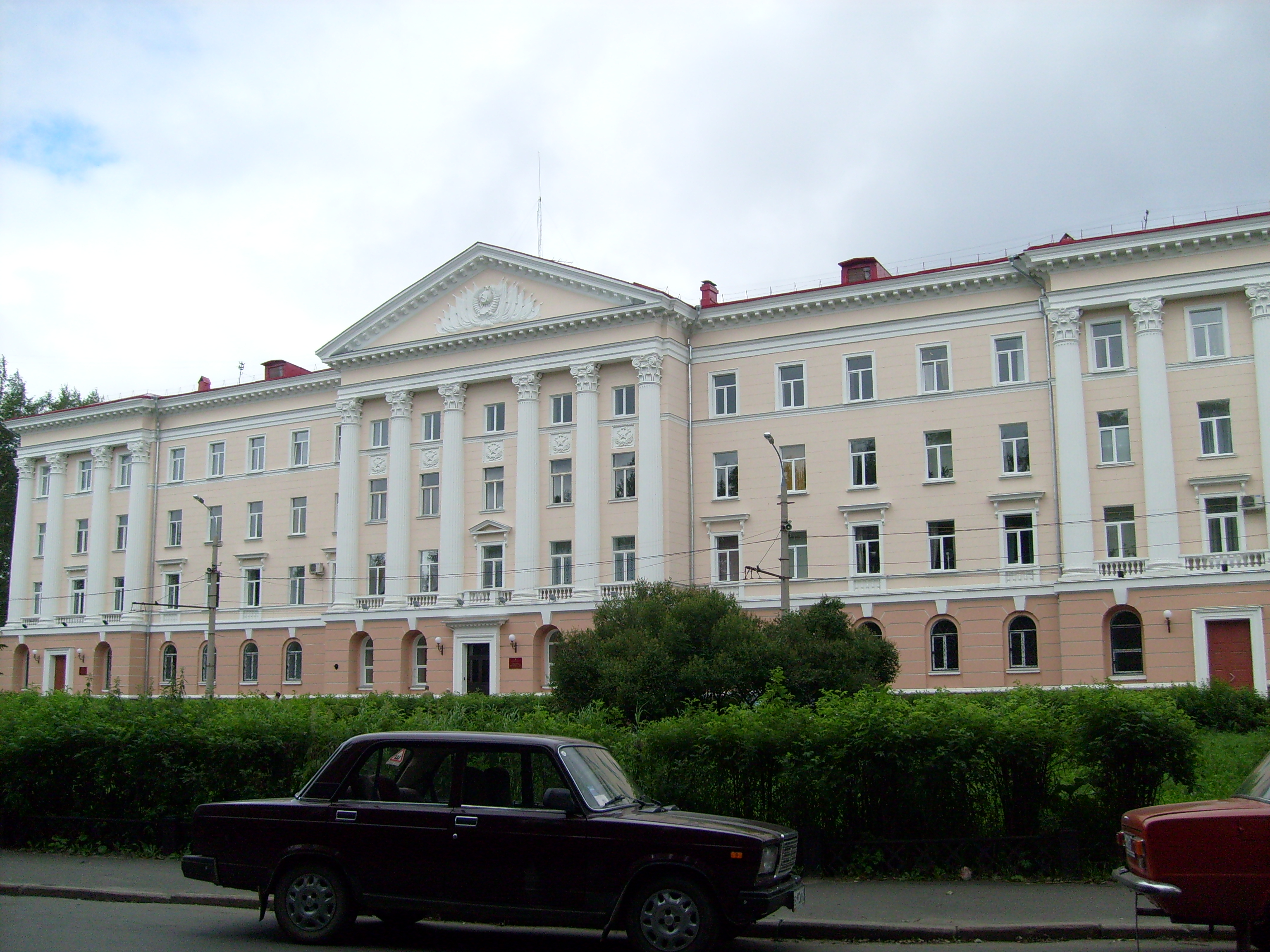
УВД по Архангельской области
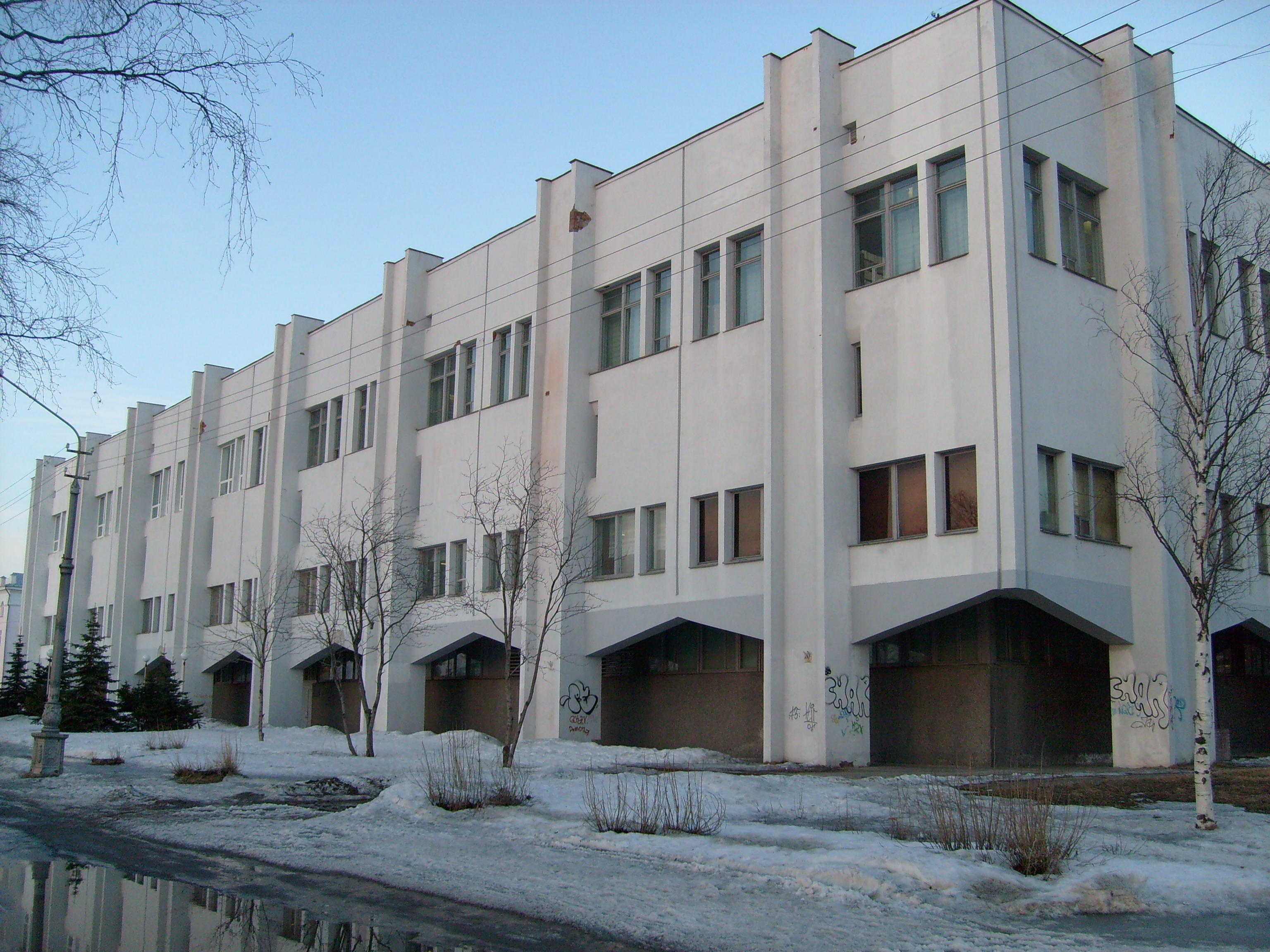
Архангельская областная научная библиотека им. Н.А. Добролюбова